# ダートマス (マサチューセッツ州)
ダートマス（英: Dartmouth）は、アメリカ合衆国マサチューセッツ州のブリストル郡にある町。人口は3万3783人（2020年）。ニューイングランド海岸部にあり、ノースダートマスとサウスダートマスの2つに分けられる。ダートマス自体は、パダナラム・ビレッジやラッセルズ・ミルズなど歴史ある海岸のビレッジ、ブドウ園、農園のつながりで構成される農園海岸ニューイングランドに属している。2014年に町として法人化されてから350周年を祝った。
マサチューセッツ州の町の中で、面積ではプリマスとミドルボロに次いで3番目の広さである。フリータウン町との北側境から南のバザーズ湾までの距離は26キロメートルある。
ダートマスの町の中にはヒックスビル、ブリスコーナー、パダナラム、スミスミルズ、ラッセルズ・ミルズの各ビレッジがある。西はウェストポート町と境を接し、北はフォールリバー市、南はバザーズ湾、東はニューベッドフォード市と接している。マーサズ・ヴィニヤードとカティハンク島には一日何便もシャトル便が通っている。
ノースダートマスは、モール、映画館、バーンズ・アンド・ノーブル書店など多くの小売チェーンストア、多様なレストランのある、大部分が大型商業地区である。食文化ではポルトガル、インド、イタリア、タイ、中国などの料理が楽しめ、また多くの標準的アメリカ料理もある。如何なる水路にも接しない陸封の地であり、シルバーブルック・コミュニティ・スポンサード・アグリカルチャーやラニング・ブルック・ビニヤードとワイナリー（サウスダートマスのコースタル・ビニヤードもある）などの農場があり、海岸ワインツアーのコースに入っている。ダートマス警察署があり、小学校は3校（クイン、ポッター、デメロ）ある。
サウスダートマスはバザーズ湾に接し、活発な漁業と船舶の町が栄えている。その海岸の沖にはマーサズ・ヴィニヤードとカティハンク島がある。パダナラムのニューベドフォード・ヨットクラブは半年毎にレガッタを開催している。特徴ある歴史的なビレッジや海岸の優れた不動産があり、多くの世代にわたって夏の保養所になってきた。サウスダートマスの中にある著名で裕福な部分はノンキット、ラウンドヒル、パダナラム・ビレッジ、バーニーズ・ジョイ、ミショーム・ポイントである。年間を通した住民が、一年中活発な季節による活動を続けている。ラッセルズ・ミルのアルダーブルック農園が毎日開放されており、季節による変化があり、動物からペットまで楽しめ、屋内のマーケットは代金箱があって利用者の意思に任せている。毎年12月、パダナラム・ビレッジ・ホリデイ・ストロールが開催され、コスチュームを着た妖精が梯子に乗って明かりとヒイラギでメインストリートを飾り、店舗や食堂は夜遅くまで開いていて各店で楽しい行事がある。ダートマス警察と消防署があり、小学校は2校（デメロとクッシュマン）がある。

## 歴史
ダートマスとなった地域に最初に入植されたのは1650年のことであり、1664年には町として公式に法人化された。ダートマスの歴史は農業と海に関連する町のものであったが、19世紀後半にその海岸線はニューイングランドの裕福な社会のリゾート地になった。
イングランドのデボンにあるダートマスから町名が採られており、そこからピューリタンがアメリカに向けて旅立ってきていた。プリマス植民地の長老達がワンパノアグ族インディアンの酋長マサソイトやワムスッタから、商品と引き換えに土地を購入していた。布30ヤード、ムースの皮8枚、斧15挺、鍬15挺、靴15足、鉄製ポット1つ、10シリング相当の品物の組み合わせが代償だったとされている。そこはレリジャス・ソサイエティ・オブ・フレンズすなわちクエーカー教徒に売却された。クエーカー教徒はプリマス植民地のピューリタンが定める厳格な宗教に関する法とは離れての生活を望んでいた。
現在も、スミスネック集会所、アレンズネック集会所、アポネガンセット集会所など、クエーカー教徒の集会所が残っており、アメリカ合衆国国家歴史登録財に指定されている。町の領域は当初の認証の中で、「アックシュニー、ポナガンセット、コークセット」の土地として名付けられ、フィリップ王によって設定されていた。これにはウェストポート、フェアヘイブン、アクシュネットの各町、およびニューベッドフォード市の土地が含まれていた。1789年、ウェストポートとニューベッドフォード（フェアヘイブンとアクシュネットを含んでいた）が分離し、それぞれが町として法人化された。
サウスダートマスにあるロイド環境研究センターは非営利組織であり、ニューイングランド南東部の水環境について教育プログラムを提供している。浅瀬のある州立海浜として人気があるデマレスト・ロイド州立公園のスローカムズ川の河口を挟んだ対岸にある。
サウスダートマスにあるダートマス自然資源信託は600ヘクタール以上の保護地を持ち、全長56キロメートルのハイキングトレイル、大洋と川のウォーキング、写真撮影ツアー、夏の屋外ヨーガ・シリーズ、バードウォッチング、植物の識別を行っている。夏の夜のバーン・バッシュと冬の資金集めオークションが毎年行われている。
ラウンドヒルは20世紀の初期から半ばに、マサチューセッツ工科大学の研究者が飛行と通信のために、ラジオと短波の利用を研究した場所である。また、エドワード・ハウランド・ロビンソン・グリーン「大佐」の敷地であるグリーン邸宅があった場所でもある。グリーンは特徴ある性格であり、さらに特徴があり非常に奇抜だったヘティ・グリーンの息子だった。ヘティは当時世界で最も金持ちな女性と言われ、「世界一のけちんぼ」だとしてギネスブックにも載せられている。
1936年、大佐が死亡し、資産は荒廃し、その莫大な資産を巡って、彼の妻と姉妹との間で訴訟が8年間続いた。最終的に、大佐の姉妹であるヘティ・シルビア・ウィルクスが唯一の相続人とされた。1948年、ウィルクスがマサチューセッツ工科大学に全資産を遺贈し、工科大学はそれを短波とレーザーの実験のために使った。バザーズ湾を行く水夫にとっては目印となった巨大なアンテナが、189 m3の給水塔の上に建てられた。このアンテナは保存のための行動が行われたが、2007年11月19日に解体された。
別のアンテナが邸宅に隣接して建てられ、弾道ミサイル早期警戒システムの開発に使われた。マサチューセッツ工科大学は1964年までラウンドヒルを使い続けていた。その後ニューイングランドのイエズス会に売却され、静養所として使われた。2階は64の個室に分割された。1階は礼拝堂、図書室、集会室が付けられた。1970年、イエズス会は土地と建物をグラティア・R・モンゴメリーに売却した。1981年、モンゴメリー夫人が土地の大半を、歴史、雄大な自然環境を残そうと動いた開発者集団に売却した。この土地には現在ゲイトが設けられ、水際の夏の住人の町となり、9ホールのゴルフコースもある。

## 地理

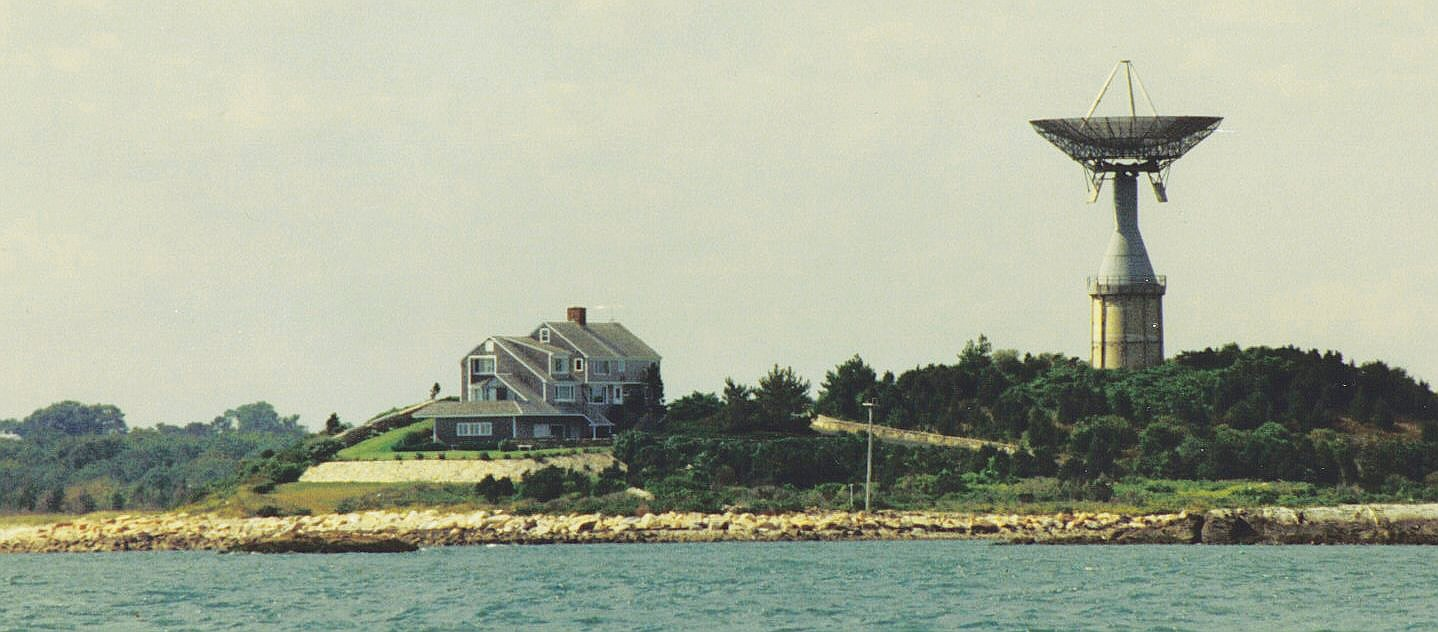
ラウンドヒルの上にあったマサチューセッツ工科大学のアンテナ

アメリカ合衆国国勢調査局に拠れば、町域全面積は97.5平方マイル (252.6 km2)であり、このうち陸地60.9平方マイル (157.8 km2)、水域は36.6平方マイル (94.8 km2)で水域率は37.53%である。マサチューセッツ州の町では面積で3番目に大きい。
町には州間高速道路195線とアメリカ国道6号線が通り、ニューベッドフォードからウェストポートまで、町の事業地区を通り、東西方向に互いに1~3キロメートル離れて並行している。
マサチューセッツ州道140号線と同24号線はそれぞれニューベッドフォードとフォールリバーの領域内を走り、ボストンや北部地域へのアクセスになっている。州間高速道路195線とアメリカ国道6号線から行くことができる。マサチューセッツ州道177号線もウェストポートとの町境に始まり、ウェストポート川の水源であるノクォチョーク湖近くでアメリカ国道6号線に接続している。州道177号線は西のロードアイランド州に入り、ティバートンやリトルコンプトン、アクィドネック島とフォールリバー、ニューベッドフォード地域とを結んでいる。
ロードアイランド州のティバートンやリトルコンプトンは地理的にマサチューセッツ州の一部であり、州間高速道路でロードアイランド州の他部分とは分かれている。小さな道で地域に繋がっている。州道24号線はティバートンやリトルコンプトンから平均して24~32キロメートル離れている。マサチューセッツ州道177号線と同140号線、同24号線は昔のインディアン道の通っていたところを辿っている。
ダートマスには南東マサチューセッツ生態保護区があり、フォールリバーから、コリンズコーナー、ファウンスコーナー、ヒックスビルにあるノースダートマスの保護林に広がっている。この保護区はフリータウン・フォールリバー州有林とさらにその先まで保護林に広がっている。
ダートマスを南北に流れる多くの川がある。コピカット川、シングルアイランド川、パスカマンセット川、スローカムス川、デストラクション・ブルック、リトル川である。ダートマスは主に2つの部分に分かれる。ノースダートマスとサウスダートマスである。
町の西はウェストポート町と境を接し、北はフォールリバー市、南はバザーズ湾と大西洋、東はニューベッドフォード市と接している。
町内最高地点は北西隅に近く、オールドフォールリバー道路の北で、海抜78メートルに立ち上がる所である。

## 人口動態
2010年国勢調査に拠れば、ノースダートマスの人口は24,302人、世帯当たり収入の中央値は82,403ドルだった。サウスダートマスの人口は11,320 人、世帯当たり収入の中央値は100,836ドルだった。

## 政府

### 地方政府
ダートマスはマサチューセッツ州議会下院のブリストル第9代表選挙区に属しており、ダートマス全町の他にフリータウン、レイクビル、ニューベッドフォードの一部が含まれている。州議会上院ではブリストルとプリマス第2選挙区に含まれ、そこにはニューベッドフォード市、アクシュネット、ダートマス、フェアヘイブン、マタポイセットの各町が含まれている。マサチューセッツ州警察では第3バラックD部隊が駐屯しており、従来アメリカ国道6号線沿いにあったものをファウンスコーナー道路沿いの小売業地区の北に移した。連邦議会下院ではマサチューセッツ州第9選挙区に入っている。
ダートマスは代表制タウンミーティングの政府形態を採っており、町政委員会が指導している。町役場は元のプール学校にあり、数年間はダートマス高校と機能したこともあった。パダナラム・ビレッジに近い旧町役場にある中央警察署が町をパトロールしている。町内に3つの消防地区があり、5つの消防署には全て常勤の消防士が駐屯している。ノースダートマス、サウスダートマスそれぞれに郵便局がある。

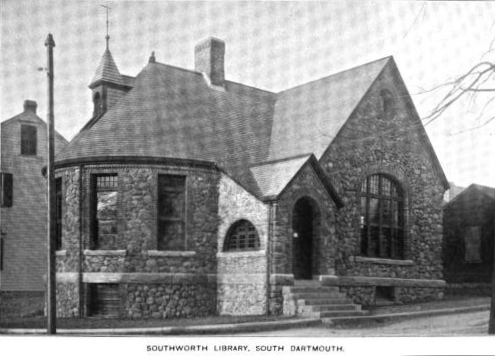
サウスダートマスにあるサウスワース図書館、1899年

### 郡政府
ブリストル郡保安官事務所はノースダートマスにあるダートマス複合施設に管理本部を置き、幾つかの監獄を運営している。監獄施設にはブリストル郡矯正所と監獄、ブリストル郡保安官事務所女性センター、C・カルロス・カレイロ移民交流センターが入っている。

## 図書館
ダートマスは1895年に公共図書館のサービスを始めた。現在、サウスダートマスにサウスワース図書館、ノースダートマスにノースダートマス図書館の2館がある。2008会計年度、町は公共図書館に町予算の1.5%、865,864ドルをあて、町民1人当たりでは25ドルとなっていた。

## 教育

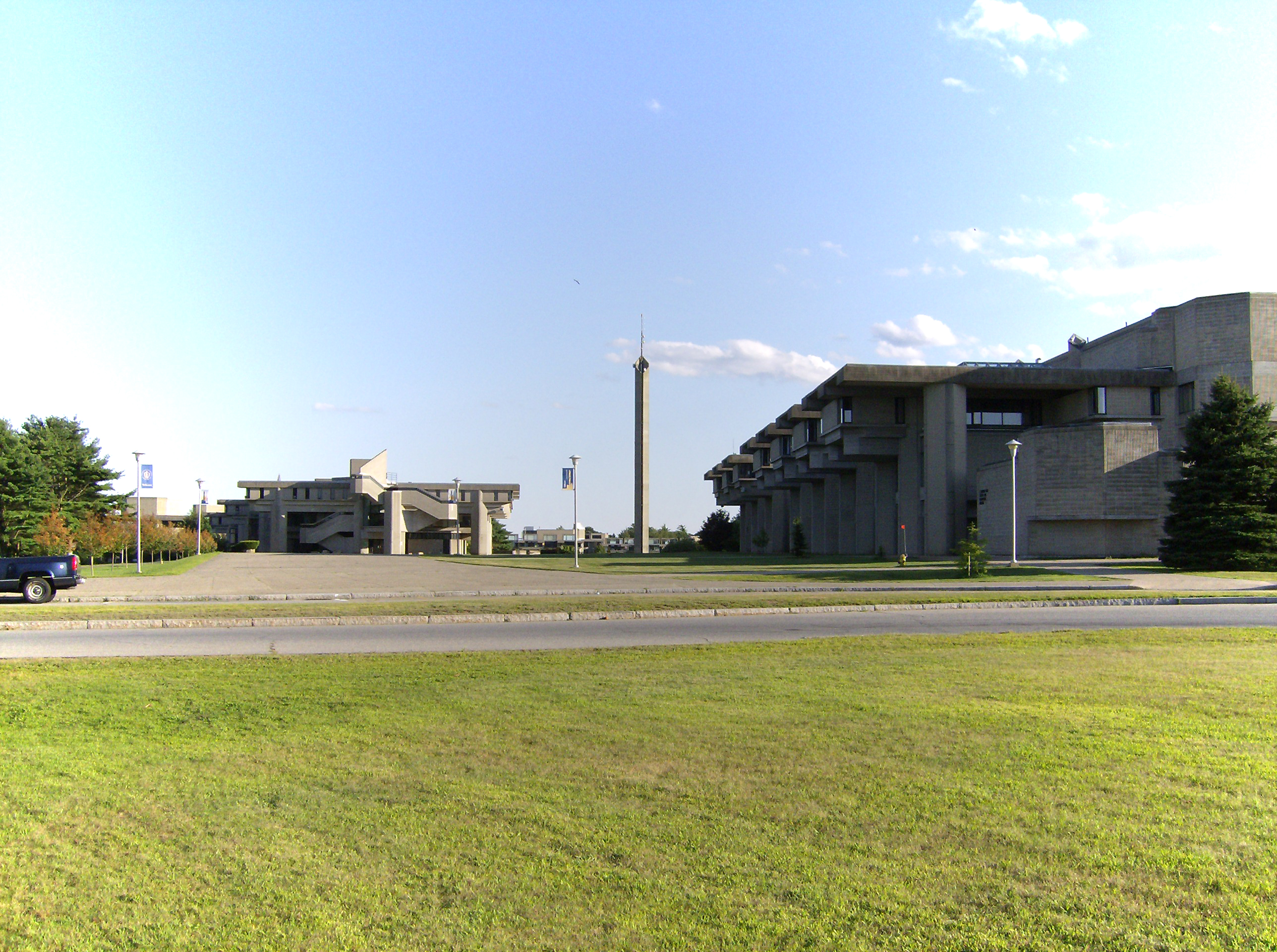
マサチューセッツ大学ダートマス校のキャンパス

ダートマス町の公共教育は単一の教育部が管轄している。その本部はパダナラムの元ブッシュ通り学校にある。過去10年間で多くの変更を経験した。新しい高校が開校し、元の中学校を高校に移転した。現在は小学校4校がある（ジョセフ・P・デメロ、ジョージ・P・ポッター、ジェイムズ・M・クイン、アンドリュー・クッシュマン）。中学校は1校で、町役場に隣接する1995年に建設された元高校の建物にある。高校はダートマス高校の1校であり、町の南部に2002年に新校舎を建てた。
高校生の年齢の生徒はグレーター・ニューベドフォード地域職業訓練高校あるいはブリストル郡農業高校にも進学できる。私立学校はビショップ・スタング学校、フレンズ・アカデミー、隣接するマリオンのテイバー・アカデミーもあり、またロードアイランド州には著名な私立学校も多い。
1960年代からマサチューセッツ大学ダートマス校のキャンパスがウェストポート道路沿い、スミスミルズの南西にある。このキャンパスは、1962年にフォールリバーのブラッドフォード・ダーフィ工科カレッジと、ニューベドフォードのニューベドフォード工業繊維大学が統合し、南東マサチューセッツ工業大学が結成されたその後の形である。キャンパス自体は1964年に使用開始され、当時イェール大学建築学校の校長だったポール・ルドルフが創造したブルータリズムで設計されている。1969年から1991年にマサチューセッツ大学システムに組み込まれるまで、この大学は南東マサチューセッツ大学と呼ばれ、教養系に拡張したことを反映していた。キャンパスは長年にわたって拡張されてい現在の大きさとなり、フォールリバーやニューベッドフォードにも幾つかの支所がある。

## 著名な出身者
- フィリップ・シェリダン（1831年–1888年）、南北戦争時の北軍将軍、ノンキットの夏の家で死んだ
- ティア・レオーニ（1966年- ）、映画女優、夏の住人

## 大衆文化の中で
- 2007年のホラー・コメディ映画『The Terror Factor』はダートマスで撮影された。